# 張承 (後漢)
張 承（ちょう しょう、生没年不詳）は、中国後漢末期の政治家。字は公先。司隸河内郡修武県の人。父は太尉の張延。兄は張範。弟は張昭。子は張戩。

## 生涯
張範と共に名を知られた。方正として召し出されて議郎に任命され、後に伊闕都尉へ転任した。董卓が政権を握るとこれに反発し挙兵を図ったが、張昭に諌められたため、官を辞して張範と共に揚州へ逃れた。
張範は袁術に招請されるとそれを拒み、張承を代理の挨拶のために赴かせた。領地の広さ・領民の多さを誇る袁術に対し、張承は「分不相応な真似をされ、時勢に逆らって行動し、民衆に忠誠を断たれたなら、誰が功業を打ち立てられましょう」と批判した。また、曹操は袁紹に敵わないと主張した袁術の見識を否定し、曹操を擁護した。このことで袁術が不機嫌になったため、張承は彼の下を辞去した。
曹操は冀州を平定すると、使者を派遣して張範を迎えさせた。しかし張範が病気であったため、張承が代わって曹操の下へ赴き、諫議大夫に任命された。
建安18年（213年）、曹操は魏公への就任を初めは辞退したが、その受諾を勧める上奏文に張承は（丞相参軍）祭酒として名を連ねている。魏の建国後は趙郡太守を兼任し、教化を大いに行き渡らせた。
曹操が西方に軍を向けると参軍事として同行したが、長安で病のため没した。